# 明治40年度補充艦艇費
明治40年度補充艦艇費(めいじ40ねんどほじゅうかんていひ)は、日本海軍の軍備計画。

## 経過
日露戦争後の1906年(明治39年)当時、戦争時に最新鋭戦艦であった三笠でも技術の進歩により旧式化しようとしていた。
数年後の主力艦は、建造中や計画中の薩摩、安芸、香取、鹿島等に過ぎない状況で、海軍力維持のために艦艇建造と施設拡充が必要だった。
同年9月28日に海軍大臣齋藤實から海軍整備の儀が内閣総理大臣西園寺公望に提出された。
その中で艦艇建造は以下の量が必要とされた。
- 戦艦(およそ20,000トン):3隻
- 装甲巡洋艦(およそ18,000トン):4隻
- 二等巡洋艦(およそ4,500トン):3隻
- 大型駆逐艦(およそ900トン):6隻
- 駆逐艦(およそ400トン):24隻
- 潜水艇:6隻
- 計:46隻

しかし財政上の問題から全ての実行はしばらく延期し、この時点で以下の建造予算が請求された。
- 戦艦1隻
- 装甲巡洋艦3隻
- 二等巡洋艦3隻
- 大型巡洋艦6隻
- 駆逐艦12隻
- 潜水艇6隻
- 計:31隻

この提案は閣議決定され、予算は「補充艦艇費(款)」を新設し、
財源は「軍艦水雷艇補充基金特別法」の基金を組み入れて賄われた。
総額は76,577,102円で
明治40年度(1907年度)から明治46年度(大正2年度、1913年度)の7年継続費を編成、第23回帝国議会での協賛を得て、1907年(明治40年)3月18日に公布された。

## 建造艦艇
その後若干の計画変更が行われ、実際に建造されたのは以下の9隻になった。
- 戦艦 : 河内、摂津
- 装甲巡洋艦 : 金剛
- 二等巡洋艦 : 筑摩、矢矧、平戸
- 大型駆逐艦 : 海風
- 潜水艇 : 第14潜水艇、第15潜水艇

潜水艇2隻は1910年時点で起工しておらず、後述の明治44年度軍備補充費による建造ともされる。

## その後
1910年(明治43年)に計画予算の見直しが行われて建造中の艦艇は建造を継続したが、補充艦艇費は明治43年度で打ち切りとなった。
既存の軍艦製造及建築費(第三期拡張計画)、艦艇補足費(明治37年度臨時軍事費)も同時に打ち切られ、明治44年度(1911年度)以降の艦艇製造関係の予算と併合して新たな予算が編成された(明治44年度軍備補充費)。